# Estola acricula
Estola acricula är en skalbaggsart som beskrevs av Bates 1866. Estola acricula ingår i släktet Estola och familjen långhorningar. Inga underarter finns listade i Catalogue of Life.